# لاسلو سابو (کارگردان)
لاسلو سابو (مجاری: László Szabó؛ زادهٔ ۲۴ مارس ۱۹۳۶) بازیگر اهل مجارستان است.
از فیلم‌ها یا برنامه‌های تلویزیونی که وی در آن نقش داشته‌است می‌توان به ارکستر سرخ، پسرعموها، زنان خوب، آلفاویل، سکوت و فریاد، پی‌یرو خله، کرکس، سبکی تحمل‌ناپذیر هستی، گذران زندگی، سرباز کوچک، فرزندخواندگی، ساخت آمریکا، اعتراف، تعطیلات آخر هفته، دختران، آب سرد، اوفلیا، بهشت موقت، آخرین مترو و ارواح اسماعیل اشاره کرد.